# Pallavolo paralimpica ai XV Giochi paralimpici estivi
Il torneo di pallavolo paralimpica dei XV Giochi paralimpici estivi si è svolto dal 9 al 18 settembre 2016 presso il Riocentro.

## Calendario
| Maschile dettagli  | G | G | G | G | G | G |    | SF |   |   | B | F |
| Femminile dettagli | G | G | G | G | G | G | SF |    | B | F |   |   |

| G | Gironi eliminatori | SF | Semifinali | B | Finale medaglia di bronzo | F | Finale medaglia d'oro |

## Podi
| Evento           | Oro         | Argento              | Bronzo  |
| Torneo maschile  | Iran        | Bosnia ed Erzegovina | Egitto  |
| Torneo femminile | Stati Uniti | Cina                 | Brasile |

## Medagliere
| Posizione | Paese                | Oro | Argento | Bronzo | Totale |
| --------- | -------------------- | --- | ------- | ------ | ------ |
| 1         | Iran                 | 1   | 0       | 0      | 1      |
| 1         | Stati Uniti          | 1   | 0       | 0      | 1      |
| 2         | Bosnia ed Erzegovina | 0   | 1       | 0      | 1      |
| 2         | Cina                 | 0   | 1       | 0      | 1      |
| 3         | Brasile              | 0   | 0       | 1      | 1      |
| 3         | Egitto               | 0   | 0       | 1      | 1      |
| Totale    | Totale               | 2   | 2       | 2      | 6      |